# Cheri, Cheri Lady
«Cheri, Cheri Lady» — песня немецкой диско-группы Modern Talking. Она дважды выходила синглом — в 1985 и 1998 годах. Слова и музыку написал Дитер Болен. Это единственный сингл со второго альбома Modern Talking Let’s Talk About Love, и это был третий сингл подряд после «You’re My Heart, You’re My Soul» и «You Can Win If You Want», который достиг первой строчки в немецком чарте. «Cheri, Cheri Lady» был выпущен 2 сентября 1985 года и достиг № 1 в Германии 14 октября 1985 года. Он провёл четыре недели на первом месте и в общем 24 недели в чарте Германии, в конечном итоге продажи достигли более чем 250 000 единиц.
Сингл был сертифицирован серебряным во Франции и был продан в 250 000 экземплярах.

## Чарты
| Чарты (1985)                    | Позиция в чарте |
| ------------------------------- | --------------- |
| Австрия (Ö3 Austria Top 40)     | 1               |
| Belgium (VRT Top 30 Flanders)   | 3               |
| Франция (SNEP)                  | 18              |
| Германия (GfK)                  | 1               |
| Italy (Musica e Dischi)         | 10              |
| Нидерланды (Dutch Top 40)       | 10              |
| Норвегия (VG-lista)             | 1               |
| Spain (AFYVE)                   | 1               |
| Швеция (Sverigetopplistan)      | 3               |
| Швейцария (Schweizer Hitparade) | 1               |

## Версии других музыкантов
В 1986 году советский певец и музыкант Сергей Минаев записал пародийную версию композиции, получившую название «Шери Бренди» и вошедшую в магнитоальбом Коллаж.
В 2015 году на Летнем кубке КВН в видеоконкурсе команд «Союз» и «Сборная Физтеха» спародировали эту песню под названием «Сочи, Сочи, Сочи».
В 2019 году свою версию (с другим текстом) выпустил немецкий рэпер русско-украинского происхождения Капитал Бра. Песня дебютировала на 1-м месте в Германии, Австрии и Швейцарии.